# Награда Греми за најбољу хард рок изведбу
Награда Греми за најбољу хард рок изведбу (енгл. Grammy Award for Best Hard Rock Performance) признање је које се до 2011. године додељивало музичким извођачима за најбоље наступе у оквиру хард рок музике.
Награда је први пут додељена 1989. године у оквиру награде за најбољу хард рок или метал изведбу (вокалну или инструменталну). Те године победу је однео Jethro Tull са албумом Crest of a Knave, иако се очекивала награда за албум ...And Justice for All групе Metallica. Овај избор је довео до критика, јер су новинари сугерисали да музика групе Jethro Tull не припада жанровима хард рока или хеви метала. То је узроковало одвајање категорија, па је поред категорије за најбољу хард рок изведбу настала и једна за најбољу метал изведбу. Награда је од 1992. до 1994. године носила име Награда Греми за најбољу хард рок изведбу са вокалом.
Награда је укинута 2012. године због велике промене у категоријама Гремија. После 2012. године, запажене хард рок изведбе су пребачене у категорију Најбоља хард рок/метал изведба која је 2014. године подељена, враћајући категорију Најбоља метал изведба и додајући хард рок песме у категорију Најбоља рок изведба. Групе Foo Fighters, Living Colour и Smashing Pumpkins су рекордери са по две победе. Alice in Chains држи рекорд по броју номинација без победе (8).

## Добитници и номиновани
| Година | Извођач(и)               | Награђено                           | Номиновани | Реф.          |
| ------ | ------------------------ | ----------------------------------- | --- | ------------- |
| 1990.  | Living Colour            | Cult of Personality                 | - Aerosmith — Love in an Elevator - Great White — Once Bitten, Twice Shy - Guns N' Roses — G N' R Lies - Mötley Crüe — Dr. Feelgood                             | [ 5 ]         |
| 1991.  | Living Colour            | Time's Up                           | - AC/DC — The Razors Edge - Faith No More — Epic - Jane's Addiction — Ritual de lo Habitual - Mötley Crüe — Kickstart My Heart                                  | [ 6 ]         |
| 1992.  | Van Halen                | For Unlawful Carnal Knowledge       | - AC/DC — Moneytalks - Alice in Chains — Man in the Box - Guns N' Roses — Use Your Illusion I                                                                   | [ 7 ]         |
| 1993.  | Red Hot Chili Peppers    | Give It Away                        | - Alice in Chains — Dirt - Faith No More — Angel Dust - Guns N' Roses — Live and Let Die - Nirvana — Smells Like Teen Spirit - Pearl Jam — Jeremy               | [ 8 ]         |
| 1994.  | Stone Temple Pilots      | Plush                               | - Роберт Плант — Calling to You - AC/DC — Highway to Hell (уживо) - Living Colour — Leave It Alone - The Smashing Pumpkins — Cherub Rock                        | [ 9 ] [ 10 ]  |
| 1995.  | Soundgarden              | Black Hole Sun                      | - Alice in Chains — I Stay Away - Beastie Boys — Sabotage - Green Day — Longview - Pearl Jam — Go                                                               | [ 11 ]        |
| 1996.  | Pearl Jam                | Spin the Black Circle               | - Alice in Chains — Grind - Primus — Wynona's Big Brown Beaver - Red Hot Chili Peppers — Blood Sugar Sex Magik (уживо) - Van Halen — The Seventh Seal           | [ 12 ]        |
| 1997.  | The Smashing Pumpkins    | Bullet with Butterfly Wings         | - Alice in Chains — Again - Rage Against the Machine — Bulls on Parade - Soundgarden — Pretty Noose - Stone Temple Pilots — Trippin' on a Hole in a Paper Heart | [ 13 ]        |
| 1998.  | The Smashing Pumpkins    | The End Is the Beginning Is the End | - Bush — Swallowed - Foo Fighters — Monkey Wrench - Nine Inch Nails — The Perfect Drug - Rage Against the Machine — People of the Sun                           | [ 14 ]        |
| 1999.  | Page and Plant           | Most High                           | - Kiss — Psycho Circus - Marilyn Manson — The Dope Show - Metallica — Fuel - Pearl Jam — Do the Evolution                                                       | [ 15 ]        |
| 2000.  | Metallica                | Whiskey in the Jar                  | - Кид Рок — Bawitdaba - Alice in Chains — Get Born Again - Buckcherry — Lit Up - Korn — Freak on a Leash - Limp Bizkit — Nookie                                 | [ 16 ]        |
| 2001.  | Rage Against the Machine | Guerrilla Radio                     | - Кид Рок — American Bad Ass - Limp Bizkit — Take a Look Around - Pearl Jam — Grievance - Stone Temple Pilots — Down                                            | [ 17 ]        |
| 2002.  | Linkin Park              | Crawling                            | - Alien Ant Farm — Smooth Criminal - P.O.D. — Alive - Rage Against the Machine — Renegades of Funk - Saliva — Your Disease                                      | [ 18 ]        |
| 2003.  | Foo Fighters             | All My Life                         | - Godsmack — I Stand Alone - P.O.D. — Youth of the Nation - Queens of the Stone Age — No One Knows - System of a Down — Aerials                                 | [ 19 ] [ 20 ] |
| 2004.  | Evanescence и Пол Макој  | Bring Me to Life                    | - Audioslave — Like a Stone - Godsmack — Straight Out of Line - Jane's Addiction — Just Because - Queens of the Stone Age — Go with the Flow                    | [ 21 ]        |
| 2005.  | Velvet Revolver          | Slither                             | - Incubus — Megalomaniac - Metallica — Some Kind of Monster - Nickelback — Feelin' Way Too Damn Good - Slipknot — Duality                                       | [ 22 ]        |
| 2006.  | System of a Down         | B.Y.O.B.                            | - Роберт Плант — Tin Pan Valley - Audioslave — Doesn't Remind Me - Nine Inch Nails — The Hand That Feeds - Queens of the Stone Age — Little Sister              | [ 23 ]        |
| 2007.  | Wolfmother               | Woman                               | - Buckcherry — Crazy Bitch - Nine Inch Nails — Every Day Is Exactly the Same - System of a Down — Lonely Day - Tool — Vicarious                                 | [ 24 ]        |
| 2008.  | Foo Fighters             | The Pretender                       | - Ози Озборн — I Don't Wanna Stop - Evanescence — Sweet Sacrifice - Queens of the Stone Age — Sick, Sick, Sick - Tool — The Pot                                 | [ 25 ]        |
| 2009.  | The Mars Volta           | Wax Simulacra                       | - Disturbed — Inside the Fire - Judas Priest — Visions - Mötley Crüe — Saints of Los Angeles - Rob Zombie — The Lords of Salem                                  | [ 26 ]        |
| 2010.  | AC/DC                    | War Machine                         | - Alice in Chains — Check My Brain - Linkin Park — What I've Done (уживо) - Metallica — The Unforgiven III - Nickelback — Burn It to the Ground                 | [ 27 ]        |
| 2011.  | Them Crooked Vultures    | New Fang                            | - Ози Озборн — Let Me Hear You Scream - Alice in Chains — A Looking in View - Soundgarden — Black Rain - Stone Temple Pilots — Between the Lines                | [ 28 ]        |

## Рекорди

### Вишеструки добитници
| Извођач           | Бр. нагр. |
| ----------------- | --------- |
| Foo Fighters      | 2         |
| Living Colour     | 2         |
| Smashing Pumpkins | 2         |

### Вишеструке номинације
| Извођач                  | Бр. ном. |
| ------------------------ | -------- |
| Alice in Chains          | 8        |
| Pearl Jam                | 5        |
| AC/DC                    | 4        |
| Metallica                | 4        |
| Queens of the Stone Age  | 4        |
| Rage Against the Machine | 4        |
| Stone Temple Pilots      | 4        |
| AC/DC                    | 3        |
| Foo Fighters             | 3        |
| Guns N' Roses            | 3        |
| Living Colour            | 3        |
| Mötley Crüe              | 3        |
| Nine Inch Nails          | 3        |
| Soundgarden              | 3        |
| System of a Down         | 3        |
| The Smashing Pumpkins    | 3        |
| Кид Рок                  | 2        |
| Ози Озборн               | 2        |
| Роберт Плант             | 2        |
| Audioslave               | 2        |
| Buckcherry               | 2        |
| Evanescence              | 2        |
| Faith No More            | 2        |
| Godsmack                 | 2        |
| Jane's Addiction         | 2        |
| Limp Bizkit              | 2        |
| Linkin Park              | 2        |
| Nickelback               | 2        |
| Red Hot Chili Peppers    | 2        |
| P.O.D.                   | 2        |
| Tool                     | 2        |
| Van Halen                | 2        |